# Borqs
Borqs Technologies Inc. es un fabricante de Internet de las cosas. Han fabricado relojes inteligentes y son una empresa que cotiza en bolsa.

## Historia
Borqs es miembro de Open Handset Alliance desde 2008 y también es miembro de la Fundación Symbian. Borqs se destaca como el desarrollador del OPhone, o del Open Mobile System (OMS), para China Mobile. OPhone es una plataforma de software de código abierto basada en el kernel de Linux que se ha utilizado junto con la red TD-SCDMA 3G patentada de China Mobile.
La versión 2.0 del software Ophone se lanzó a finales de 2009 y obtuvo 50 000 desarrolladores registrados. China Mobile contrató a más de 20 proveedores de teléfonos para desarrollar teléfonos para el sistema operativo Ophone. OPhone representaba el 38% del mercado de teléfonos inteligentes TD-SCDMA a finales de 2011.
Borqs trajo su software OPhone a los EE. UU. con el nombre de Android+. Borqs proporcionó software bajo la marca Android+ para la línea de teléfonos inteligentes de Dell en EE. UU.

## Cronología
- 2007-2008: Centros de I+D establecidos en Beijing, China y Bangalore, India
- 2007: Asociado con Google Open Handset Alliance (OHA)
- 2008: China Mobile, Softbank, Vodafone y Borqs establecen la formación del Laboratorio Conjunto de Innovación (JIL)
- 2011: Se establece una asociación estratégica con Intel.
- 2011: Cooperó con WAC para lograr compatibilidad total con Web Runtime 1.0 en la plataforma Google Android
- 2013: Se unió a la Fundación Linux
- 2013: Se establece una asociación estratégica con Qualcomm.
- 2014: Se establece una empresa conjunta con Positivo en Brasil
- 2010-2014: Establecimiento de servicios móviles Android con China Mobile y SingTel Group
- 2014: En cooperación con Sonim, Borqs lanza el teléfono Android Push-To-Talk de AT&T.
- 2015: Proporcionó mejoras de Android y realización de productos para la tableta de Sprint.
- 2015: En cooperación con ElaCarte, Borqs desarrolló tabletas resistentes para realizar pedidos en restaurantes.
- 2011-2015: Desarrolló más de 50 dispositivos Android, más de 10 millones de envíos comerciales en más de 15 países
- 2015-2016: Compatible con Vizio para control remoto de Smart TV
- 2015-2016: Proporcionó el software y las soluciones de infoentretenimiento en el vehículo (IVI) para Geely
- 2016: Reliance admitido para el primer teléfono 4.75G del mundo
- 2016: Se lanzó el dispositivo portátil de comunicación basado en símbolos para niños de Anda en COMPUTEX 2016
- 2016: Se asoció con Qualcomm para desarrollar el primer dispositivo portátil 4G con Android del mundo.
- 2017: Debutó como empresa pública en el mercado de valores NASDAQ bajo el símbolo comercial BRQS.
- 2017: Se exhibió el primer rastreador NB-IoT del mundo basado en la plataforma de desgaste de Qualcomm durante la Conferencia de Socios Globales de China Mobile
- 2018: Carta de intención firmada para adquirir la empresa de control de vehículos eléctricos Shanghai KADI Machinery Technology Co., Ltd
- 2018: Acuerdo firmado para adquirir un importante EMS chino: Shenzhen Crave Communication
- Las acciones de 2022 han perdido más del 97% de su valor

## Inversores
- GSR Ventures  Archivado el 2 de mayo de 2018 en Wayback Machine.
- Intel Capital  Archivado el 27 de julio de 2020 en Wayback Machine.
- Keystone Capital
- Norwest Venture Partners
- Qualcomm Ventures  Archivado el 25 de enero de 2021 en Wayback Machine.
- Pacific Securities Co., Ltd.
- The SBI & TH Venture Capital
- SK Telecom China Fund I L.P.